# Svetoslav Roerich

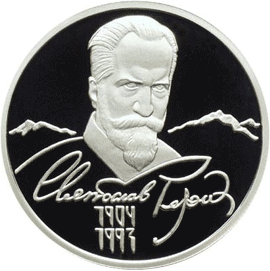
Svetoslav Roerich

Svetoslav (Swjatoslaw) Roerich (russisch Светослав (Святослав) Рерих; * 10. Oktoberjul. / 23. Oktober 1904greg. in St. Petersburg; † 30. Januar 1993 in Bangalore) war ein russisch-indischer Maler.

## Leben
Roerichs Eltern waren der Maler und Philosoph Nicholas Roerich und die Schriftstellerin Helena Roerich. Roerich begann früh zu malen und zu modellieren, er hospitierte in der Schule der Kaiserlichen Gesellschaft zur Förderung der Künste in St. Petersburg und fand Interesse an der Naturwissenschaft. 1913 wurde er in das Gymnasium von Karl Johann May aufgenommen, wo er den ersten Zeichenunterricht erhielt. Er half seinem Vater beim Spannen der Leinwände und Mischen der Farben, und sein Vater nahm ihn oft auf seinen archäologischen Ausflügen in altrussische Städte mit. Während des Ersten Weltkrieges zog die Familie 1916 nach Finnland, wo Roerich das erste Porträt seines Vaters malte.
1919 begann Roerich in London ein Architektur-Studium an der Royal Academy of Arts. Daneben malte er weiter und beteiligte sich zusammen mit seinem Vater an den Bühnenbildern der Opern Schneeflöckchen, Sadko und Fürst Igor.
Roerich setzte 1920 sein Architektur-Studium in den USA an der Columbia University fort mit Bachelor-Abschluss und dann an der Harvard University. Gleichzeitig studierte er an der University of Massachusetts Boston in der Skulptur-Abteilung. Daneben beschäftigte er sich mit Malerei, Buchillustration und Grafik. Ab 1923 leitete er das von seinem Vater gegründete internationale Kunstzentrum Corona Mundi und wurde Vizepräsident des Nicholas-Roerich-Museums in New York. Darauf reiste er nach Indien. 1924 kehrte er in die USA zurück und beteiligte sich an der Arbeit der Kulturorganisationen seiner Eltern. Auch unterstützte er die Arbeit seines Bruders Juri, der eine Zentralasien-Expedition durchführte. Er malte weiter, und seine erste Einzelausstellung in der New Yorker Arden Gallery machte ihn in der Öffentlichkeit bekannt. 1926 auf der Sesquicentennial Exposition in Philadelphia wurden etwa 100 seiner Werke gezeigt, und er erhielt einen Grand Prix.
Nach dem Studienabschluss 1931 ließ sich Roerich endgültig bei seinen Eltern in Indien nieder, das seine zweite Heimat wurde. Neben Landschaften malte er viele Porträts, darunter etwa 30 Porträts seines Vaters. Die lebensgroßen Porträts Jawaharlal Nehrus und Indira Gandhis schmücken die Wände der historischen Zentralhalle des indischen Parlaments in Neu-Delhi. Er beteiligte sich an der Arbeit des vom Vater gegründeten Urusvati-Instituts zur Erforschung der Geschichte sowie der Flora und Fauna der Himalaya-Region und leitete die naturwissenschaftliche Abteilung.
1941 zu Beginn des Deutsch-Sowjetischen Krieges wollte Roerich sich der Roten Armee anschließen, was aber der sowjetische Botschafter in London ablehnte. Mittel aus dem Verkauf von Gemälden stiftete er dem Roten Kreuz der UdSSR. 1944 lernte er bei Arbeiten für einen Film die Filmschauspielerin Devika Rani kennen, und 1945 heirateten sie im Kullu-Tal. Zur Hochzeit schickten alle 365 Tempel im Tal ihre Vertreter.
Nach der Unabhängigkeit Indiens 1947 führte Roerich die Verhandlungen mit der indischen Regierung zur Unterzeichnung des Roerich-Pakts, der im August 1948 unterzeichnet wurde. In der Folge setzte Roerich sich sehr für die Erhaltung und den Schutz der indischen Kulturdenkmäler ein. 1948 erwarb er mit seiner Frau von einem Briten das 135-Hektar-Landgut Tataguni (auch Thataguni), das 20 km von Bangalore entfernt war. Er träumte immer davon, dieses Gut in ein kulturwissenschaftliches Zentrum umzuwandeln.
Roerich hielt sich wiederholt in der UdSSR auf. Die erste Ausstellung seiner Bilder in der UdSSR fand 1960 im Moskauer Puschkin-Museum statt. Monate später waren die Bilder in der St. Leningrader Eremitage zu sehen.
Roerich interessierte sich immer für die Probleme der Erziehung des Menschen zur höchsten Vollkommenheit. Er beteiligte sich an der Arbeit der Schule in Bangalore, die 1962 auf Basis der Ideen Aurobindo Ghoses gegründet worden war, und unterstützte die Schule auch finanziell ab 1977. 1972 gründete Roerich in Bangalore das Kunstbildungszentrum Chitrakala Parishad, deren Ehrenpräsident er war und das Teil der dortigen Universität wurde.
1974 brachte Roerich aus der Schweiz 42 von Katherine Campbell-Stibbe geschenkte Bilder aus der Architektur-Serie seines Vaters in die UdSSR und übergab sie dem Kulturministerium. Später stiftete Campbell-Stibbe noch etwa 100 Bilder von Vater und Sohn Roerich der UdSSR. 1974 wurde in der UdSSR der 100. Geburtstag des Vaters Roerichs gefeiert. Dazu brachte Roerich für die Ausstellung in Moskau aus Indien 288 Bilder von sich und seinem Vater mit, die dann seinem Wunsch entsprechend auf einer Wanderausstellung im Lande gezeigt wurden. 1984 zum 110. Geburtstag seines Vaters und 80. eigenen Geburtstag nahm Roerich mit seiner Frau in Moskau an einer dreitägigen internationalen Tagung teil, die dem Beitrag der Roerichs zur Weltkultur gewidmet war. Dazu wurde beschlossen, in Moskau ein N. K. Roerich-Museum zu gründen. 1987 wurde Roerich von Michail Gorbatschow und seiner Frau Raissa Gorbatschowa im Kreml empfangen. 1989 wurde mit Raissa Gorbatschowa die Sowjetische Roerich-Stiftung gegründet. Dazu reiste Roerich zum letzten Mal nach Moskau. 1990 brachte er einen Teil des Familiennachlasses in die Stiftung ein.
Roerich wurde auf dem Landgut Tataguni begraben wie auch später neben ihm seine Frau. Einige Monate nach dem Tode Roerichs beschloss 1993 die russische Regierung die Gründung des Staatlichen N. K. Roerich-Museums als Filiale des Staatlichen Museums für Orientalische Kunst, das 1997 eröffnet wurde.
Nach der Familie Roerich wurde der Hauptgürtelasteroid (4426) Roerich benannt, der am 15. Oktober 1969 von Ljudmila Iwanowna Tschernych vom Krim-Observatorium aus entdeckt wurde.

## Ehrungen, Preise (Auswahl)
- Diplom des Nicholas-Roerich-Museums in New York, unterzeichnet von Nicholas Roerich
- Padma Bhushan (1961)[9]
- Orden der Völkerfreundschaft
- bulgarischer Orden Madarski Wssadnik
- Jawaharlal Nehru Award for International Understanding der indischen Regierung
- bulgarischer Orden Kyrillos und Methodios
- Ehrenmitglied der Akademie der Künste der UdSSR
- Ehrendoktor der Universität Weliko Tarnowo
- Mitglied der indischen Akademie der Schönen Künste
- Ehrenmitglied der Bulgarischen Kunstakademie